# Mentha suaveolens
Mentha suaveolens, м'ята яблунева, м'ята ананасна, м'ята шерстиста або м'ята круглолиста (лат. M. rotundifolia, Mentha macrostachya, Mentha insularis) — вид губоцвітих рослин родини глухокропивових.

## Поширення, екологія
Зустрічається в центральній і південній Європі, Північній Африці, Південно-Західній Азії, Макаронезії (за винятком островів Зеленого Мису). Ця багаторічна рослина росте на необроблюваних місцях, узбіччях, берегах канав і затоплюваних місцях, вологих луках, прибережних лісах, берегах невеликих струмків і джерел. Полюбляє вологий ґрунт, часто висихає влітку в Туреччині.

## Морфологія

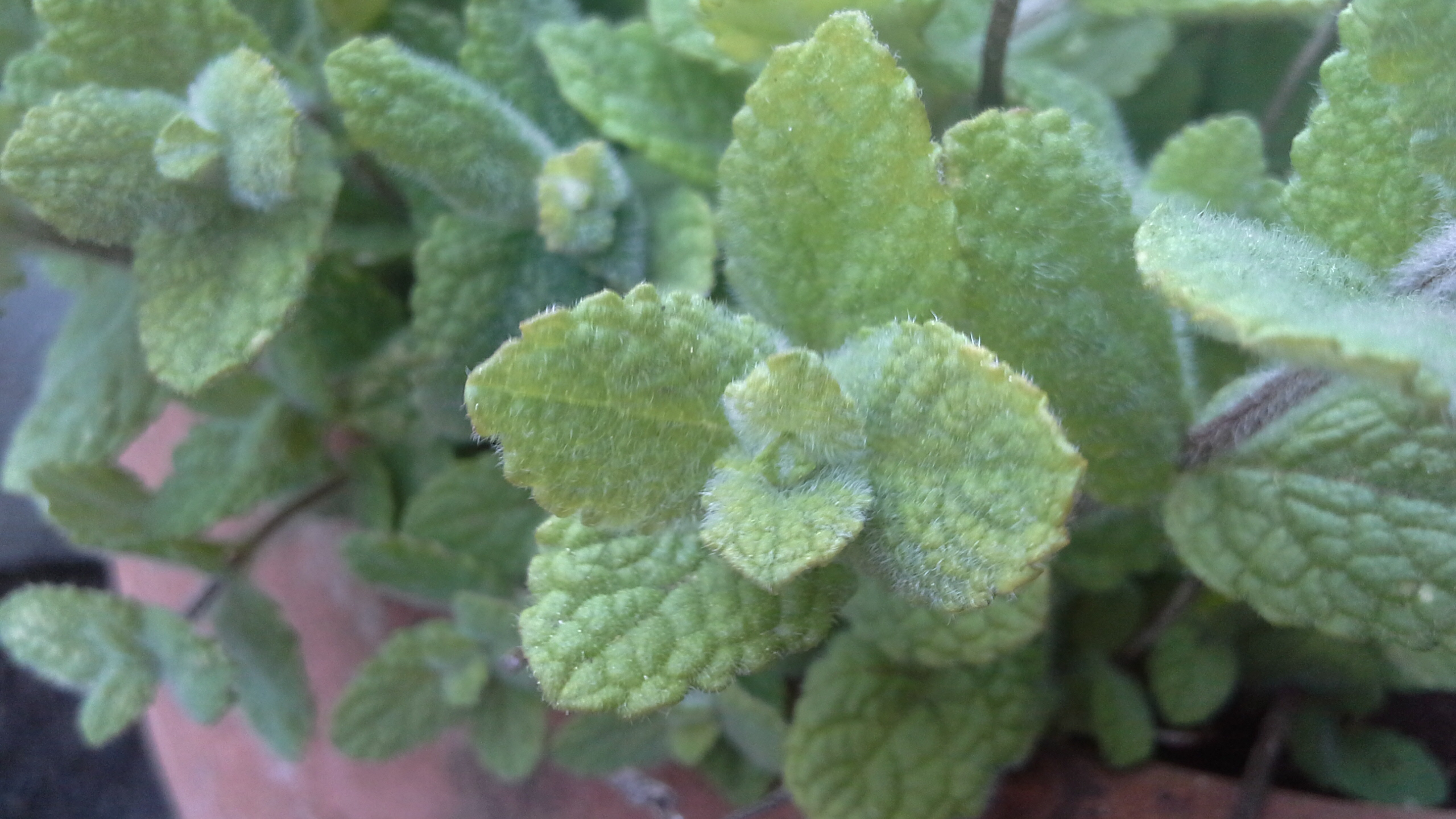
Яблучна м'ята.

Як правило, росте від 40 до 100 сантиметрів у висоту. Листки світло-зелені, протилежні, зморшкуваті, сидячі, від довгастих до майже яйцеподібних, від 3 до 5 см у довжину і від 2 до 4 см ширину. Вони дещо волохаті зверху, а знизу пухнасті з зазубреними краями. Квітки білі або рожеві. Квітне в середині-кінці літа. Рослина має з фруктовий, м'ятний аромат .

## Використання
Це культивована ароматична рослина. Використовується для отримання ефірних олій та в фармацевтиці.

## Загрози та охорона
Немає відомих загроз.